# 3110 Wagman
3110 Wagman је астероид главног астероидног појаса чија средња удаљеност од Сунца износи 2,561 астрономских јединица (АЈ).
Апсолутна магнитуда астероида је 13,2.